# Horovce (Trenčín)
|  | No s'ha de confondre amb Horovce (Košice). |

Horovce és un poble i municipi d'Eslovàquia que es troba a la regió de Trenčín. La primera menció escrita de la vila es remunta al 1259.

## Demografia
| Godina             | 1994 | 2004   | 2014   | 2024   |
| ------------------ | ---- | ------ | ------ | ------ |
| Nombre de persones | 806  | 784    | 847    | 917    |
| Diferència         |      | −2,72% | +8,03% | +8,26% |

| Godina             | 2023 | 2024   |
| ------------------ | ---- | ------ |
| Nombre de persones | 914  | 917    |
| Diferència         |      | +0,32% |